# باشگاه فوتبال توکومس ۲۰۰۰
باشگاه فوتبال توکومس ۲۰۰۰ یک باشگاه فوتبال حرفه ای لتونی است که در شهر توکومس واقع شده‌است. این باشگاه از بدو تأسیس تاکنون به آموزش دختران و پسران نوجوان پرداخته‌است. در سال ۲۰۰۷ این باشگاه یک تیم مردانه تشکیل داد که می‌توانست در دسته دوم برتر فوتبال لتونی (لیگ اول لتونی) بازی کند.

## تاریخچه
باشگاه فوتبال توکومس در ۲۰ مه ۲۰۰۰ با نام کامل "باشگاه فوتبال توکومس ۲۰۰۰" تأسیس. این باشگاه حضور خود را در لیگ ۲ لتونی در سال ۲۰۰۴ آغاز کرد و در رده چهارم قرار گرفت. در سال ۲۰۰۵، باشگاه فوتبال توکومس ۲۰۰۰ در لیگ اول لتونی (سطح دوم فوتبال لتونی) بازی کرد و در پایان فصل در جایگاه سیزدهم قرار گرفت. فصل ۲۰۰۸ دوباره در لیگ دوم، سومین سطح فوتبال لتونی سپری شد. این باشگاه در جایگاه سوم قرار گرفت. چندین بازیکن با تجربه لیگ برتر لتونی برای پیوستن دعوت شدند و جای تعجب نیست که این تیم در آن سال لیگ ۱ لتونی را به دست آورد و به لیگ برتر فوتبال لتونی صعود کرد. در پایان فصل ۲۰۱۴ آنها به لیگ ۱ لتونی سقوط کردند.